# 刚果之行
《刚果之行》（法语：Voyage au Congo）是法国作家安德烈·纪德的一部旅行日记。它于1927年由伽利玛出版社在法国出版。它经常和他的另一部旅行日记《乍得归来》一起出版。
该书描述了纪德的旅程，1926年7月开始，到1927年5月结束。在此期间，他穿越法属赤道非洲殖民地，然后依次前往法屬剛果（现在的刚果共和国）、乌班吉沙立（现在的中非共和国），短暂地前往乍得，然后返回喀麦隆，然后返回法国。

## 旅程
在第一次世界大战期间，纪德遇到了年轻的马克·阿莱格雷，他们成了恋人和伴侣。1925年，他们一起加入了非洲探险队，在法属赤道非洲停留了十个月。 二人于1925年7月18日从波尔多启航。他们在非洲的第一个上岸的港口是达喀尔，纪德认为这里阴郁、丑陋，缺乏异国情调。而下一站 科纳克里则比较令人愉快。两人在马塔迪港下船，然后沿铁路线前往金沙萨，最后于8月14日抵达布拉柴维尔。他们以此为游览的基地，不久在刚果河上航行。他们几个月的探险包括穿越乌班吉沙立、乍得湖和法属喀麦隆。1926年5月14日，他们从非洲启航返回。

## 观察
除了描述他的旅程，他还批评了法国商业利益在刚果的行为，启发了改革。 他特别强烈批评了"大特许权"制度（法语：régime des Grandes Concessions），根据该制度，一些法国公司获准在殖民地的某些地区开采该地区的所有自然资源,特别是天然橡胶。例如，他提到土著被迫离开村庄，连续几个星期在森林中收集橡胶。他将这样的剥削比作奴隶制度。

## 评价
这本书对法国的反殖民主义运动产生了重要影响，并有助于重新评估殖民主义的影响。